# Костин, Леонид Николаевич
Леони́д Никола́евич Ко́стин (1924—1971) — лётчик штурмовой авиации, капитан ВВС СССР, летал на Ил-2. Участник Великой Отечественной войны — гвардии старший лейтенант, заместитель командира эскадрильи 118-го гвардейского штурмового авиационного полка, 225-й штурмовой авиационной дивизии, 15-й воздушной армии, Ленинградского фронта. Герой Советского Союза (1945).

## Биография
Костин Леонид Николаевич родился в 1924 году в дер. Удерево. Окончил среднюю школу.
В Красной Армии с 1940 года. В 1943 году окончил Ворошиловградскую военную авиационную школу пилотов.
Воевал с января 1944 года.
Заместитель командира эскадрильи 118-го гвардейского штурмового авиационного полка (225-я штурмовая авиационная дивизия, 15-я воздушная армия, Ленинградский фронт) гвардии старший лейтенант Леонид Костин совершил 105 боевых вылетов на штурмовку скоплений живой силы и боевой техники противника.
Указом Президиума Верховного Совета СССР от 18 августа 1945 года за образцовое выполнение боевых заданий командования на фронте борьбы с немецко-фашистскими захватчиками и проявленные при этом мужество и героизм, гвардии старшему лейтенанту Леониду Николаевичу Костину присвоено звание Героя Советского союза с вручением ордена Ленина и медали «Золотая Звезда» (№ 8567).
После войны продолжал службу в ВВС СССР. В 1952 году окончил Военный институт физкультуры и спорта. С 1953 года капитан Л. Н. Костин — в запасе. Жил и работал в Донецке, Владивостоке, Архангельске. Скончался 14 января 1971 года.

## Подвиг
Произвёл 105 боевых вылетов. Уничтожил 43 автомобиля, 32 повозки, 7 миномётов, 3 тягача, 9 складов противника.

## Награды
Награждён орденом Ленина, двумя орденами Красного Знамени, орденами Отечественной войны 1-й степени, Красной Звезды, медалями.